# نشاط اقتصادي

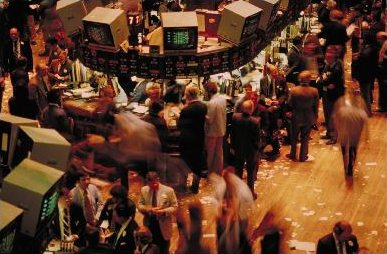
مشهد للعمل اليومي في بورصة مالية تمثل صورة مصغرة للنشاط الاقتصادي

النشاط الاقتصادي (بالإنجليزية: Economic Activity) هو المجهود الذي يبذله الفرد لإشباع حاجاته أو من أجل الحصول على الأموال والسلع والخدمات، ويتميز النشاط الاقتصادي بصفتين أحدهما اجتماعية والأخرى فردية، وتتمثل الصفة الاجتماعية بالتبعية المتبادلة بين الشخص وأفراد الهيئة الاجتماعية مع بعضهم بصفتهم منتجين، كما تقوم رابطة التبعية أيضا بين أفراد الهيئة الاجتماعية بصفتهم مستهلكين.
أما الصفة الفردية في النشاط الاقتصادي فتتجلى في قيمة الفرد كعنصر اقتصادي تعتمد إلى درجة كبيرة على صفاته الشخصية كالذكاء وحب النظام والرغبة في العمل وخدمة المجتمع وغيرها من الصفات والعوامل الخاصة.

## خلفية تاريخية
ظهر مفهوم النشاط الاقتصادي مع النظرية الاقتصادية ويرتبط بتطور مفاهيم السوق ، "فئة السوق" والشركة.
تختلف التعريفات قليلا حسب السياق. غالبا ما يشار إلى النشاط الاقتصادي باسم "بمعنى منظمة العمل الدولية (مكتب العمل الدولي") في الدراسات التي تصف نشاط الشخص أو بطالته أو خمول النشاط الاقتصادي ، عادة على أساس مسوحات القوى العاملة. تدمج الأنشطة التطوعية وغير السوقية والخدمية (من خدمة العملاء إلى الخدمة الشخصية والخدمات الإدارية) بشكل هامشي إلى حد ما.
وفي سياق الدراسة الاستقصائية للقوى العاملة في المجتمعات المحلية، استخدم المكتب الإحصائي للجماعات الأوروبية تعريفا ليس تعريفا لمنظمة العمل الدولية، وينطبق الشيء نفسه على التعاريف الأخرى التي تستخدمها مختلف الدراسات الاستقصائية الوطنية للقوى العاملة. تحاول بعض الإحصائيات أيضا قياس العمل المنزلي.
والنظرة المستقبلية للنشاط الإنتاجي الاقتصادي: مع تطور التكنولوجيا الرقمية ونزع الطابع المادي، وعدم التركيز، والمحاكاة الافتراضية لبعض الأنشطة، وكذلك مع ظهور الروبوتات وخوارزميات الذكاء الاصطناعي، فإن مفهوم النشاط الاقتصادي، حسب مفهوم العولمة، لا يزال من الممكن أن يتطور.
في العهد السوفياتي، كما يشير أ. ج. فيشنفسكي، "انتقل النشاط الإنتاجي الاقتصادي لعدد متزايد من الناس إلى خارج العائلة وتحول معظمهم إلى عمل مقابل أجر. ونتيجة لذلك، تم فصل مسؤوليات الأسرة والعمل عن بعضهما البعض في المكان والزمان، وأصبح الجمع بينهما أكثر صعوبة".